# Río Ibicuí da Cruz
El río Ibicuí da Cruz es un río brasileño que atraviesa el estado de Rio Grande do Sul. Desemboca en el río Ibicuí da Armada,  un afluente del río Santa María el cual desemboca a su vez en el río Ibicuí, desembocando este a su vez en el río Uruguay perteneciendo así a la Cuenca del Plata.